# 유닉스 셸

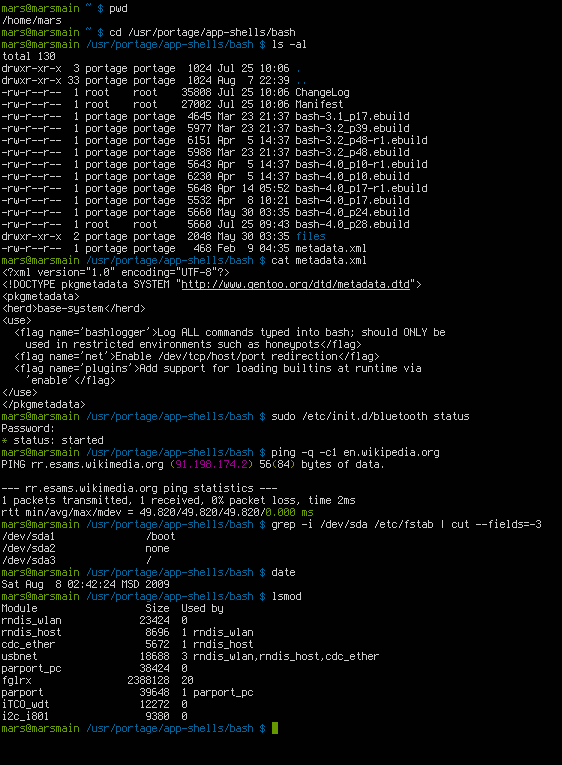
배시 세션의 스크린샷 - 젠투 리눅스에서.

유닉스 셸(Unix shell)은 명령 줄이라고도 하며 유닉스 운영 체제와 유닉스 계통의 시스템을 위한 전통적인 사용자 인터페이스를 제공한다. 사용자들은 명령어를 문자열로 입력함으로써 셸이 실행되게끔 컴퓨터의 동작을 다룰 수 있다. 마이크로소프트 윈도우 운영 체제 제품군 안에도 이와 비슷한 프로그램 command.com 또는 cmd.exe(윈도우 NT 기반 운영 체제)이 있다.

## 셸 분류

### 본 셸 호환
- 본 셸 (sh)
- 암키스트 셸 (ash)
  - 데비안 암키스트 셸(dash)
- Bash
  - 콘 셸 (ksh)
  - Z 셸 (zsh)

### C 셸 호환
- C 셸 (csh)
  - 테넥스 C 셸 (tcsh)

### 기타
- fish
- rc
- scsh
- bush Box

### 히스토릭
- 톰프슨 셸 (sh)
- PWB 셸, 곧 마셰이 셸 (sh)

## 셸을 위한 구성 파일
|                 | sh    | ksh   | csh   | tcsh  | bash         | zsh   |
| /etc/.login     |       |       | login | login |              |       |
| /etc/csh.cshrc  |       |       | yes   | yes   |              |       |
| /etc/csh.login  |       |       | login | login |              |       |
| ~/.tcshrc       |       |       |       | yes   |              |       |
| ~/.cshrc        |       |       | yes   | yes   |              |       |
| ~/.login        |       |       | login | login |              |       |
| ~/.logout       |       |       | login | login |              |       |
| /etc/profile    | login | login |       |       | login        | login |
| ~/.profile      | login | login |       |       | login        | login |
| ~/.bash_profile |       |       |       |       | login        |       |
| ~/.bash_login   |       |       |       |       | login        |       |
| ~/.bash_logout  |       |       |       |       | login        |       |
| ~/.bashrc       |       |       |       |       | int.+n/login |       |
| /etc/zshenv     |       |       |       |       |              | yes   |
| /etc/zprofile   |       |       |       |       |              | login |
| /etc/zshrc      |       |       |       |       |              | int.  |
| /etc/zlogin     |       |       |       |       |              | login |
| /etc/zlogout    |       |       |       |       |              | login |
| ~/.zshenv       |       |       |       |       |              | yes   |
| ~/.zprofile     |       |       |       |       |              | login |
| ~/.zshrc        |       |       |       |       |              | int.  |
| ~/.zlogin       |       |       |       |       |              | login |
| ~/.zlogout      |       |       |       |       |              | login |

설명:
- 빈 공백은 셸이 파일을 읽지 않는다는 것을 의미한다.
- "yes"는 시작 시 셸이 언제나 파일을 읽어들인다는 것을 의미한다.
- "login"은 셸이 로그인 셸인 경우 파일을 읽어들인다는 것을 의미한다.
- "n/login"은 셸이 로그인 셸이 아닌 경우 파일을 읽어들인다는 것을 의미한다.
- "int."는 셸이 상호작용하는 경우 파일을 읽어들인다는 것을 의미한다.

## 문법
변수 할당 기호 =
```
변수명 = 변수값
```

>   ping=pong
> echo  $ping

## 같이 보기
- 셸
- 셸 계정